# Subprotelater hisamatsui
Subprotelater hisamatsui là một loài bọ cánh cứng trong họ Elateridae. Loài này được Nakane miêu tả khoa học năm 1987.